# Tjørnuvík
Tjørnuvík er en færøsk bygd omgivet af høje fjelde på det nordlige Streymoy. Bygden ligger smukt i bunden af en bugt med udsigt til Risin og Kellingin. 1. januar 2025 havde bygden 44 indbyggere.Tjørnuvík og Haldórsvík var indtil til sammenlægningen med Sunda kommuna i 2005 en selvstændig kommune.
Bygdens mange traditionelle huse, har fået lov at stå næsten uændrede. Bygden fik vejforbindelse i 1966, og siden har den været en af landets mest besøgte turistdestinationer. Bbygden har en sandstrand, og der går en  vardesti til Saksun.
Den gamle bygdekirke blev 1858 flyttet i mindre dele over vardestien til Saksun. Først 937 fik Tjørnuvík sin nuværende kirke Tjørnuvíkar kirkja.
Tjørnuvík er kendt for sit berømte Kingokor, der gennem flere generationer har bevaret den gamle færøske tradition med at synge Thomas Kingos salmer hjemme og i kirken. Koret sang i Danmark i 2003, 2006, 2009, 2012 og 2015.
Fra Tjørnuvík arrangeres der to gange årligt ture til den 133 m høje fritstående klippe Tjørnuvíksstakkur nord for bygden. Overfarten til klippen foregår i en åben kasse, der kører på stålwirer spændt ud mellem de lodrette fjeldsider.

## Historie
Ved Tjørnuvík er der fundet spor af havrepollen fra år 625, som stammer fra de første faste bosættelser på Færøerne, måske fra de keltiske munke. 
Tjørnuvík, er første nævnt på skrift i Hundebrevet.
Syd for bygden finder nogle drenge i 1956 en gravplads. Arkæologiske undersøgelser samme år, viste at det var en grav med 12 mennesker fra år 950.. Man har bl.a. fundet en grav med en 152 m høj kvinde fra år 1000 og en keltisk bronze-ringnål, der af arkæologerne tolkes som et bevis for, at der var forbindelse mellem norrøne bopladser i Storbritannien og Færøerne, som også spores gennem keltiske låneord i færøsk.
Et stort fjeldskred ødelægger i 1663 en tredjedel af bygdens indmark.
Indbyggerne indhegner i 1797 med stengærder små jordlodder mellem husene og stranden, hvor de dyrker roer og senere kartofler. En del af dem er bevaret.
Halvdelen af bygdens indmark bliver i 1868 efter et fjeldskred dækket af sten og grus.
I 1875 kommer en båd fra bygden med to mand om bord ikke tilbage.
I 1921 sætter man for første gang får ud på Stakkur.
Mellem Streymoy og Stakkur etableres der i 1937 en primitiv tovbane, som bruges til at fragte får og gøre det lettere for fuglefangerne at komme ud på holmen.
Den 28. oktober 1941  eksploderer en løsreven mine på stranden og 21 huse får store skader.
En skole blev opført i 1950, men den er siden blevet nedlagt.

## Galleri
- Tjørnuvík
- Tjørnuvíkar kirkja
- Tjørnuvík
- Huse i Tjørnuvík
- Et ældre hus